# Phytosciara quadriangulata
Phytosciara quadriangulata är en tvåvingeart som beskrevs av Werner Mohrig och Nina Krivosheina 1985. Phytosciara quadriangulata ingår i släktet Phytosciara och familjen sorgmyggor. Inga underarter finns listade i Catalogue of Life.